# Hedwig Bienkowski-Andersson
Hedwig Bienkowski-Andersson (ur. 8 marca 1904, Ljungbyhed, Szwecja, zm. 30 grudnia 1984, Hochstetten-Dhaun, Niemcy) – niemiecka aforystka, poetka i pisarka.

## Życiorys
Urodziła się jako drugie dziecko Szweda i Warmiaczki z ośmiorga rodzeństwa. Ojciec, Ernst Andersson (zm. 1958), był zarządcą rodzinnego majątku Ljungbyhed w Skanii (Królestwo Szwecji), zaś matka (zm. 1927), córka właściciela ziemskiego, pochodziła z Grünhoff (obecnie Roszczino) w ówczesnym powiecie Rößel (Królestwo Prus). Anderssonowie zamieszkiwali Skanię od prawie 400 lat. Była to rodzina przeważająco rolnicza, choć, jak informuje kronika rodzinna, wśród jej członków znajdował się także profesor. Rodzice pobrali się w 1902 roku, a w 1905 wyjechali na Warmię na krótko przed urodzeniem się trzeciego dziecka, malarki Ingrid Wagner-Andersson. Możliwych powodów było kilka: chęć zapewnienia dzieciom dobrego wykształcenia, wykluczenie społeczne ojca jako konwertyty z luteranizmu na katolicyzm czy tęsknota matki za rodzinnymi stronami. Majątek oddali w dzierżawę i w październiku 1905 przenieśli się do Olsztyna, na którego skraju kupili ziemię z dworkiem z 1843 (obecna Ulica Warszawska 42). W 1912 ojciec z dwiema córkami, Hedwig i Marią, udał się do Szwecji sprzedać ostatecznie majątek Ljungbyhed.
Ukończyła olsztyńskie liceum, tzw. Luisen-Schule, a następnie podjęła studia w Seminarium Nauczycielskim, które przerwała w 1922 po zawarciu małżeństwa z inżynierem budowlanym Hugonem Bienkowskim. Zamieszkała z mężem w nowym domu zbudowanym na działce obok domu ojca. Ojciec zapewnił dzieciom dostęp do rozległej literatury, zbiory książkowe Ernsta Anderssona stanowiły największą prywatną bibliotekę w mieście. Wczesne wiersze Hedwig Bienkowski-Andersson poświęcone śmierci matki wydane zostały w 1927 w popularnej na Warmii berlińskiej gazecie Germania. Regularnie publikowała swoją poezję w Allensteiner Volksblatt i Christliche Familie.
Jej mąż z powodu braku zamówień z sektora publicznego zamknął w 1933 swoje przedsiębiorstwo budowlane. Małżeństwo przeniosło się w 1939 do powiatu Lidzbark Warmiński (wówczas Kreis Heilsberg), gdzie w okolicy Bukwałdu wybudowali sobie dworek. Po nadejściu Armii Czerwonej w 1945 uciekli do Szwecji. Trudna sytuacja zarobkowa zmusiła małżeństwo do powrotu do Niemiec w 1949, gdzie osiedli w Hochstetten koło Kirn i mieszkali tam do końca życia. W 1955 Hugo Bienkowski zarzucił ostatecznie zawód, a w 1963 poniósł śmierć w wyniku wypadku. W 1958 zmarł także ojciec i spoczął obok żony na cmentarzu św. Józefa w Olsztynie. W ostatnich latach podjęła się prozy, a jej styl stał się bardziej aforystyczny.
W 1966 wydała wspomnienia z czasów dzieciństwa, Unvergessenes Jugendland, opis życia rodzinnego i Olsztyna.
Jej twórczość naznaczona jest silną religijnością, poczuciem samotności, patriotyzmem i nostalgią za pruską ojczyzną. Jest zdobywczynią Nagrody im. Mikołaja Kopernika (niem. Nicolaus Copernicus-Preis).

## Twórczość
- Unvergessenes Jugendland, wspomnienia; wyd. w antologii Im Garten unserer Jugend, Erinnerungen an eine Stadt, red. Ruth Maria Wagner (1966)
- Geliebtes Leben, tomik wierszy (1969)
- Vertrauen sieht überall Licht, zbiór aforyzmów (1973)
- Gesamtwerk (1978)
- Bildgeschichte (1979)